# Dolec Podokićki
Dolec Podokićki – wieś w Chorwacji, w żupanii zagrzebskiej, w mieście Samobor. W 2011 roku liczyła 84 mieszkańców.